# Gymnotus carapo septentrionalis
Gymnotus carapo septentrionalis es una de las subespecies en que se divide la especie de pez gimnotiforme de agua dulce G. carapo, la que es denominada comúnmente morena. Se distribuye en ambientes acuáticos tropicales y subtropicales de Sudamérica.

## Taxonomía
Esta subespecie fue descrita originalmente en el año 2017 por los ictiólogos Jack M. Craig, William G. R. Crampton y James S. Albert.
Localidad tipo
La localidad tipo referida es: “río Apure (en las coordenadas: 09°55′07″N 68°17′56″O / 9.91861, -68.29889), estado Apure, Venezuela”.
Holotipo
El ejemplar holotipo designado es el catalogado como: UF 80734; se trata de un espécimen adulto el cual midió 220 mm de longitud estándar.
Paratipos
Se designaron 46 paratipos, los que fueron catalogados como: UF 80734; midieron entre 165 y 262 mm de longitud estándar; poseen los mismos datos de colecta que el holotipo.
Etimología
Etimológicamente el término genérico Gymnotus proviene de la palabra del idioma griego gymnos, que significa 'desnudo'.
El epíteto específico carapo deriva del nombre común en idioma portugués carapó, también llamado sarapó, el que a su vez procede del tupí sara’pó, que significa "mano que se desliza".
El epíteto subespecífico septentrionalis refiere a la distribución norteña de este taxón respecto a la de las restantes subespecies que integran Gymnotus carapo.
Caracterización y relaciones filogenéticas
Respecto a las restantes subespecies, Gymnotus carapo septentrionalis se caracteriza por tener una larga distancia interorbital, una cabeza y cuerpo altos y un promedio más elevado en el número de radios en las aletas pectorales.
Los autores evaluaron la estructura de la variación fenotípica de las poblaciones de Gymnotus carapo en las numerosas cuencas hidrográficas en que se extiende su vasta geonemia, utilizando estadísticas multivariadas para cuantificar diferencias fenotípicas dentro y entre cada población, en aspectos relacionados con pigmentación, morfometría geométrica, merística y osteología.
Los resultados obtenidos arrojaron diferencias significativas, pero no diagnósticas, entre las distintas entidades encontradas, las que estaban delimitadas regionalmente, por lo que, para identificarlas taxonómicamente, se inclinaron por emplear la categoría de subespecie y no la de especie.

## Distribución y hábitat
Gymnotus carapo septentrionalis se distribuye en cursos fluviales tropicales en la isla de Trinidad y en la cuenca hidrográfica del río Orinoco, en Colombia y Venezuela.